# Kozubów (województwo świętokrzyskie)
Kozubów – wieś w Polsce, położona w województwie świętokrzyskim, w powiecie pińczowskim, w gminie Pińczów. Leży na terenie Kozubowskiego Parku Krajobrazowego.
W latach 1954–1972 wieś należała i była siedzibą władz gromady Kozubów. W latach 1975–1998 miejscowość administracyjnie należała do województwa kieleckiego.

## Części wsi
| SIMC    | Nazwa     | Rodzaj     |
| ------- | --------- | ---------- |
| 0262993 | Mozgawa   | część wsi  |
| 0263001 | Nowa Wieś | przysiółek |
| 0263018 | Podwale   | część wsi  |
| 0263024 | Serwit    | część wsi  |
| 0263030 | Teresów   | przysiółek |

## Historia
Nazwa miejscowości pochodząca od nazwy osobowej Kozub, notowana była w roku 1423 jako „de Cossubow”. Długosz (1470-80) w Liber beneficiorum wymienia wieś nazywając ją Cozubow, własność Jana Tenczyńskiego.
W 1784 r. miejscowość administracyjnie należąca do powiatu wiślickiego w województwie sandomierskim, wchodziła w skład własności Ordynacji Pińczowskiej. W Kozubowie, 25 marca 1794 r., w niecałą dobę po krakowskiej przysiędze Tadeusza Kościuszki, doszło do pierwszej bitwy Insurekcji kościuszkowskiej. Z rozkazu Naczelnika, rankiem, na 300-osobowy rosyjski oddział ppłk. Piotra Łykoszyna, który w drodze z Krakowa do Radomia, zatrzymał się na noc w miejscowym dworze, natarli stacjonujący w pobliskim Pińczowie żołnierze garnizonu pińczowskiego 2 Małopolskiej Brygady Kawalerii pod dowództwem Jana Ludwika Mangeta. Źle przeprowadzony atak nie zakończył się sukcesem.
4 czerwca 1943 r. we wsi Kozubów dwie grupy z oddziału GL im. Bartosza Głowackiego dowodzone przez „Zbyszka” (Zbigniewa Kąckiego) i „Kruka” (Mariana Boryckiego) zostały otoczone przez hitlerowców. Na pomoc partyzantom pospieszyła miejscowa placówka GL pod dowództwem „Nidy” (Józefa Witkosia) oraz grupa BCh. Po blisko 5 godzinnej walce partyzanci oderwali się od nieprzyjaciela, tracąc 4 zabitych: „Nidę” (Józefa Witkosia), Franciszka Frączaka, „Maksa”, „Krawca” i 1 rannego. Hitlerowcy stracili 7 zabitych i 9 rannych. Rannego Stryniaka Niemcy zawieźli do szpitala, gdzie zrobiono mu operację. Ten jednakże, zdając sobie sprawę, w jakim celu hitlerowcy zamierzają go leczyć, w czasie nieobecności personelu szpitalnego zerwał wszystkie opatrunki, powodując tym samym upływ krwi i śmierć.